# SM The Performance
SM The Performance (estilizado como S.M. The Performance) é um supergrupo sul-coreano, formado pela SM Entertainment em 2012. O grupo fez sua primeira aparição no SBS Gayo Daejeon em dezembro de 2012. O grupo consiste em membros de outros grupos da SM, sendo a primeira formação composta por U-Know (TVXQ), Eunhyuk (Super Junior), Donghae (Super Junior), Taemin (SHINee), Minho (SHINee), Kai (EXO) e Lay (EXO).

## Historia
O grupo fez sua primeira aparição no SBS Gayo Daejeon em 29 de dezembro de 2012, apresentando um número de dança com a canção "Spectrum" em colaboração com Zedd e performada por U-Know (TVXQ), Eunhyuk (Super Junior), Donghae (Super Junior), Taemin (SHINee), Minho (SHINee), Kai (EXO) e Lay (EXO). A coreografia foi criada por NappyTabs que já colaborou com Christina Aguilera, BoA em "Only One" e TVXQ em "Humanoids". A canção foi lançada como single digital no dia seguinte, estreando na #43 posição na Gaon Digital Chart.
O grupo se apresentou na SMTOWN Live World Tour III in Tokyo Special Edition entre 26 e 27 de outubro de 2013.
Em fevereiro de 2017, a SM Entertainment anunciou o retorno do grupo depois de anos em hiato, como parte da segunda temporada do projeto musical Station. No inicio de abril Ten (NCT) foi formalmente introduzido como membro do grupo. A canção "Dream In A Dream" foi lançada em 7 de abril como parte do projeto Station, sendo promovida como single solo de Ten e canção do grupo.
Nos dias 3, 4 e 5 de agosto de 2019, o grupo se apresentou na SMTOWN Live 2019 in Tokyo, com uma nova formação composta por Eunhyuk, como o único membro original, Taeyong (NCT), Jaehyun (NCT), Haechan (NCT), Yuta (NCT), Mark (NCT), Hyoyeon (Girls' Generation), Irene (Red Velvet) e Seulgi (Red Velvet), se apresentando apenas como um grupo de dança, sem um lançamento musical.

## Integrantes
| Membros        | Grupo             | Período em atividade | Período em atividade | Período em atividade | Período em atividade |
| Membros        | Grupo             | 2012                 | 2013                 | 2017                 | 2019                 |
| -------------- | ----------------- | -------------------- | -------------------- | -------------------- | -------------------- |
| U-Know (유노)  | TVXQ              |                      |                      |                      |                      |
| Eunhyuk (은혁) | Super Junior      |                      |                      |                      |                      |
| Donghae (동해) | Super Junior      |                      |                      |                      |                      |
| Taemin (태민)  | Shinee            |                      |                      |                      |                      |
| Minho (민호)   | Shinee            |                      |                      |                      |                      |
| Kai (카이)     | Exo               |                      |                      |                      |                      |
| Lay (레이)     | Exo               |                      |                      |                      |                      |
| Ten (텐)       | NCT               |                      |                      |                      |                      |
| Taeyong (태용) | NCT               |                      |                      |                      |                      |
| Jaehyun (재현) | NCT               |                      |                      |                      |                      |
| Haechan (해찬) | NCT               |                      |                      |                      |                      |
| Yuta (유타)    | NCT               |                      |                      |                      |                      |
| Mark (마크)    | NCT               |                      |                      |                      |                      |
| Hyoyeon (효연) | Girls' Generation |                      |                      |                      |                      |
| Irene (아이린) | Red Velvet        |                      |                      |                      |                      |
| Seulgi (슬기)  | Red Velvet        |                      |                      |                      |                      |

## Discografia
| Título                                                                                   | Ano  | Interpretada por      | Melhores posições nas paradas | Melhores posições nas paradas | Vendas        | Álbum                 |
| Título                                                                                   | Ano  | Interpretada por      | KOR                           | US World                      | Vendas        | Álbum                 |
| ---------------------------------------------------------------------------------------- | ---- | --------------------- | ----------------------------- | ----------------------------- | ------------- | --------------------- |
| "Spectrum" (com Zedd)                                                                    | 2012 | U-Know Donghae Taemin | 43                            | —                             | - KOR: 58,298 | Lançamentos sem álbum |
| "Dream In A Dream" (夢中夢 / 몽중몽)                                                     | 2017 | Ten                   | —                             | 5                             | - US: 1,000   | Lançamentos sem álbum |
| "—" indica lançamentos que não figuraram nas paradas ou não foram lançados nessa região. |      |                       |                               |                               |               |                       |

## Concertos/Tours
- SMTOWN Live World Tour III in Tokyo Special Edition (2013)
- SMTOWN Live 2019 in Tokyo (2019)